# 先施表行 (香港)
先施表行（香港）有限公司（英語：Sincere Watch (Hong Kong) Limited，港交所：0444），簡稱先施表行，在1989年由新加坡先施表行集團分拆成立，主要銷售「FRANCK MULLER」名牌錶類產品。
地區在香港及澳門地區，股份在2005年10月15日，於香港交易所主板上市。聯席主席為鄭廉威胡定旭，總裁鄭廉婉。總部位於香港灣仔港灣道18號中環廣場5402-04室。

## 事件
- 2007年，獲「鐘表大王」周湛煌旗下宜進利斥資28.5億元全面收購並私有化，並藉此控股先施表行，不過由於宜進利收購Sincere Watch時舉債過多，並將股份抵押予多間銀行。
- 2009年，金融海嘯時宣告「爆煲」，Sincere Watch股權輾轉由現任主席鄭廉威、奢侈品牌LVMH旗下投資公司及渣打旗下渣打銀行私人資本（SCPEL）組成的財團，以低價6.3億元投得。
- 2012年2月27日，金利豐行政總裁朱李月華以其私人公司Be Bright的附屬公司收購持有先施表行75%股權的控股公司Sincere Watch全部100%股權。

## 連結
- sincerewatch.com.hk（页面存档备份，存于）